# قیاس امپدانس
قیاس امپدانس (به انگلیسی: impedance analogy) یا ناهم‌ساختی امپدانس یا مانستگی امپدانس روشی برای نمایش یک سامانه مکانیکی توسط یک سامانه الکتریکی مشابه است. مزیت انجام این کار این است که تعداد زیادی از تکنیک‌های تئوری و تحلیل در مورد سامانه‌های پیچیده الکتریکی، به‌ویژه در زمینه فیلترها وجود دارد. با تبدیل به یک نمایش الکتریکی، این ابزارها در حوزه الکتریکی می‌توانند مستقیماً بدون تغییر در یک سامانه مکانیکی اعمال شوند. یک مزیت دیگر در سامانه‌های الکترومکانیکی رخ می‌دهد: تبدیل بخش مکانیکی چنین سامانهی به حوزه الکتریکی به کل سامانه اجازه می‌دهد تا به عنوان یک کل واحد تحلیل شود.
رفتار ریاضی سامانه الکتریکی شبیه‌سازی شده با رفتار ریاضی سامانه مکانیکی ارائه شده یکسان است. هر عنصر در حوزه الکتریکی دارای یک عنصر متناظر در حوزه مکانیکی با یک معادله سازنده مشابه است. تمام قوانین تحلیل مدار، مانند قوانین مدار کیرشهوف، که در حوزه الکتریکی اعمال می‌شود، در مورد قیاس امپدانس مکانیکی نیز اعمال می‌شود.
قیاس امپدانس یکی از دو قیاس مکانیکی- الکتریکی اصلی است که برای نمایش سامانه‌های مکانیکی در حوزه الکتریکی استفاده می‌شود و دیگری قیاس تحرُک‌پذیر است. نقش ولتاژ و جریان در این دو روش معکوس می‌شود و نمایش‌های الکتریکی تولید شده مدارهای دوگان یکدیگر هستند. قیاس امپدانس قیاس بین امپدانس الکتریکی و امپدانس مکانیکی را حفظ می‌کند در حالی که قیاس تحرک‌پذیر اینطور نیست. از سوی دیگر، قیاس تحرک، هَمبندی سامانه مکانیکی را هنگام انتقال به حوزه الکتریکی حفظ می‌کند، در حالی که قیاس امپدانس اینطور نیست.

## کاربردها
قیاس امپدانس به‌طور گسترده برای مدل‌سازی رفتار فیلترهای مکانیکی استفاده می‌شود. اینها فیلترهایی هستند که برای استفاده در یک مدار الکترونیکی در نظر گرفته شده‌اند اما کاملاً توسط امواج ارتعاشی مکانیکی کار می‌کنند. مبدل‌هایی در ورودی و خروجی فیلتر برای تبدیل بین حوزه الکتریکی و مکانیکی ارائه می‌شود.
یکی دیگر از کاربردهای بسیار رایج در زمینه تجهیزات صوتی مانند بلندگوها است. بلندگوها از یک مبدل و قطعات متحرک مکانیکی تشکیل شده‌اند. امواج صوتی خود امواج حرکت مکانیکی هستند: مولکول‌های هوا یا برخی از محیط‌های سیال دیگر. یک کاربرد بسیار اولیه از این نوع ایجاد بهبودهای قابل توجهی در عملکرد صوتی افتضاح گرامافون‌ها بود. در سال ۱۹۲۹، ادوارد نورتُن قطعات مکانیکی یک گرامافون را طوری طراحی کرد که به عنوان یک فیلتر حداکثر تخت عمل کند، بنابراین فیلتر الکترونیکی باتروث را پیش‌بینی کرد.

## عناصر
قبل از اینکه بتوان یک قیاس الکتریکی برای یک سامانه مکانیکی ایجاد کرد، ابتدا باید آن را به عنوان یک شبکه مکانیکی انتزاعی توصیف کرد. سامانه مکانیکی به تعدادی عنصر ایده‌آل تقسیم می‌شود که هر کدام می‌توانند با یک قیاس الکتریکی جفت شوند. نمادهای استفاده شده برای این عناصر مکانیکی در نمودارهای شبکه در بخش‌های زیر در مورد هر عنصر نشان داده شده است.
قیاس‌های مکانیکی عناصر الکتریکی فشرده نیز عناصر فشرده هستند، یعنی فرض بر این است که جزء مکانیکی دارای عنصر به اندازه ای کوچک است که زمان انتشار امواج مکانیکی از یک سر قطعه به سر دیگر را می‌توان نادیده گرفت. قیاس‌ها را می‌توان برای عناصر گسسته مانند خطوط انتقال نیز توسعه داد، اما بیشترین مزایا مربوط به مدارهای المان فشرده است. تشابهات مکانیکی برای سه عنصر الکتریکی غیرفعال، یعنی مقاومت، اندوکتانس و خازن مورد نیاز است. اینکه این قیاس‌ها چه هستند، با ویژگی مکانیکی انتخاب شده برای نشان دادن «تلاش»، قیاس ولتاژ، و ویژگی انتخاب شده برای نمایش «جریان»، قیاس جریان، تعیین می‌شود. در قیاس امپدانس متغیر تلاش نیرو و متغیر جریان سرعت است.

### مقاومت

نماد مکانیکی میراگر (سمت چپ) و قیاس الکتریکی آن (راست). نماد به معنای تداعی کننده یک ضربه‌گیر است.

قیاس مکانیکی مقاومت الکتریکی تلف انرژی یک سامانه متحرک از طریق فرآیندهایی مانند اصطکاک است. یک جزء مکانیکی مشابه مقاومت یک کمک‌فنر است و خاصیت مشابه مقاومت میرایی است. یک مقاومت توسط معادله سازنده قانون اهم کنترل می‌شود،
{\displaystyle v=iR\,.}
معادله مشابه در حوزه مکانیکی،
{\displaystyle F=uR_{\mathrm {m} }\,,}
که در اینجا
- {\displaystyle R} مقاومت است؛
- {\displaystyle v} ولتاژ است؛
- {\displaystyle i} جریان است؛
- {\displaystyle R_{m}} مقاومت مکانیکی یا میراگر است؛
- {\displaystyle F} نیرو است؛ و
- {\displaystyle u} سرعت ناشی از نیرو است.[۹]

مقاومت الکتریکی نشان دهنده بخش حقیقی امپدانس الکتریکی است. به همین ترتیب، مقاومت مکانیکی بخش حقیقی امپدانس مکانیکی است.

### اندوکتانس

نماد مکانیکی یک جِرم (چپ) و قیاس الکتریکی آن (راست). زاویه مربع زیر جرم به معنای این است که حرکت جرم نسبت به یک چارچوب مرجع است.

قیاس مکانیکی اندوکتانس در قیاس امپدانس جرم است. یک جزء مکانیکی مشابه یک سلف یک وزنه بزرگ و صلب است. یک سلف توسط معادله سازنده کنترل می‌شود،
{\displaystyle v=L{\frac {di}{dt}}\,.}
معادله مشابه در حوزه مکانیکی قانون دوم حرکت نیوتن است.
{\displaystyle F=M{\frac {du}{dt}}\,,}
که در اینجا
- {\displaystyle L} اندوکتانس است؛
- {\displaystyle t} زمان است، و
- {\displaystyle M} جِرم است.[۹]

امپدانس یک سلف، به‌طور خالص موهومی است و توسط:
{\displaystyle Z=j\omega L\,.}
امپدانس مکانیکی مشابه داده می‌شود با،
{\displaystyle Z_{\mathrm {m} }=j\omega M\,,}
که اینجا
- {\displaystyle Z} امپدانس الکتریکی است؛
- {\displaystyle j} واحد موهومی است؛
- {\displaystyle \omega } فرکانس زاویه‌ای است؛ و
- {\displaystyle Z_{m}} امپدانس مکانیکی است.[۱۳]

### ظرفیت‌خازنی

نماد مکانیکی یک عنصر سفتی (سمت چپ) و قیاس الکتریکی آن (راست). نماد به معنای تداعی کننده یک فنر است.

قیاس مکانیکی ظرفیت‌خازنی در قیاس امپدانس، سستی است. در مکانیک بیشتر رایج است که در مورد سفتی، معکوس سستی بحث شود. قیاس سفتی در حوزه الکتریکی، برق‌ناپذیری کمتر مورد استفاده، معکوس ظرفیت‌خازنی است. یک جزء مکانیکی مشابه خازن یک فنر است. یک خازن توسط معادله سازنده کنترل می‌شود،
{\displaystyle v=D\int idt\,.}
معادله مشابه در حوزه مکانیکی شکلی از قانون هوک است.
{\displaystyle F=S\int udt\,,}
که در اینجا
- {\displaystyle D=1/C} برق‌ناپذیری است؛
- {\displaystyle C}  ظرفیت‌خازنی است؛ و
- {\displaystyle S}سفتی است.

امپدانس یک خازن به‌طور خالص موهومی است و توسط:
امپدانس مکانیکی مشابه داده می‌شود با،
{\displaystyle Z_{\mathrm {m} }={\frac {S}{j\omega }}\,.}
از طرف دیگر، می‌توان نوشت،
{\displaystyle Z_{\mathrm {m} }={\frac {1}{j\omega C_{\mathrm {m} }}}\,,}
که {\displaystyle C_{m}=1/S} سستی مکانیکی است. هنگامی که از ظرفیت‌خازنی استفاده می‌شود، این به‌طور مستقیم شبیه به بیان الکتریکی است.

### تشدیدگر
تشدیدگر مکانیکی از یک عنصر جرمی و یک عنصر سستی تشکیل شده است. تشدیدگرهای مکانیکی مشابه مدارهای LC الکتریکی هستند که از اندوکتانس و خازن تشکیل شده‌اند. اجزای مکانیکی واقعی به‌طور اجتناب ناپذیری هم جرم و هم سستی دارند، بنابراین ساختن تشدیدگرها به عنوان یک جزء منفرد یک پیشنهاد عملی است. در واقع، ایجاد یک جرم خالص یا سستی خالص به عنوان یک جزء دشوارتر است. فنر را می‌توان با سستی و جرم خاصی ساخت، یا جرمی را می‌توان با سستی به حداقل رساند، اما هیچ‌کدام را نمی‌توان به‌طور کامل حذف کرد. تشدیدگرهای مکانیکی جزء کلیدی فیلترهای مکانیکی هستند.

### مُولدها

نماد مکانیکی یک مولد نیروی ثابت (چپ) و قیاس الکتریکی آن (راست)

نماد مکانیکی یک مولد با سرعت ثابت (چپ) و قیاس الکتریکی آن (راست)

قیاسی برای عناصر الکتریکی فعال منبع ولتاژ و منبع جریان (ژنراتورها) وجود دارد. قیاس مکانیکی در قیاس امپدانس مولد ولتاژ ثابت، مولد نیروی ثابت است. قیاس مکانیکی مولد جریان ثابت، مولد سرعت ثابت است.

### مبدل‌ها
سامانه‌های الکترومکانیکی برای تبدیل بین حوزه الکتریکی و مکانیکی به مبدل نیاز دارند. آنها مشابه شبکه‌های دوقطبی هستند و مانند آنها را می‌توان با یک جفت معادله همزمان و چهار پارامتر دلخواه توصیف کرد. نمایش‌های ممکن متعددی وجود دارد، اما شکلی که بیشتر برای قیاس امپدانس کاربرد دارد، دارای پارامترهای دلخواه در واحدهای امپدانس است. در شکل ماتریسی (با در نظر گرفتن سمت الکتریکی به عنوان درگاه ۱) این نمایش عبارت است از:
{\displaystyle {\begin{bmatrix}v\\F\end{bmatrix}}={\begin{bmatrix}z_{11}&z_{12}\\z_{21}&z_{22}\end{bmatrix}}{\begin{bmatrix}i\\u\end{bmatrix}}\,.}
عنصر {\displaystyle z_{22}\,} امپدانس مکانیکی مدار باز است، یعنی امپدانس ارائه شده توسط سمت مکانیکی مبدل زمانی که جریانی (مدار باز) به سمت الکتریکی وارد نمی‌شود. عنصر {\displaystyle z_{11}\,} برعکس، امپدانس الکتریکی مهارشده است، یعنی امپدانسی که در هنگام بستن سمت مکانیکی و جلوگیری از حرکت به سمت الکتریکی ارائه می‌شود (سرعت صفر است). دو عنصر باقی مانده، {\displaystyle z_{21}\,} و {\displaystyle z_{12}\,,} توابع انتقال پیش‌سو و وارون مبدل را به ترتیب توصیف می‌کنند. آنها هر دو مشابه امپدانس‌های انتقالی هستند و نسبت‌های ترکیبی یک کمیت الکتریکی و مکانیکی هستند.

### ترانسفورماتورها
قیاس مکانیکی ترانسفورماتور یک ماشین ساده مانند یک قرقره یا یک اهرم است. بسته به اینکه مزیت مکانیکی ماشین به ترتیب بیشتر یا کمتر از واحد باشد، نیروی اعمال شده به بار می‌تواند بیشتر یا کمتر از نیروی ورودی باشد. مزیت مکانیکی مشابه نسبت دور ترانسفورماتور در قیاس امپدانس است. مزیت مکانیکی بیشتر از واحد مشابه ترانسفورماتور افزاینده و کمتر از واحد مشابه ترانسفورماتور کاهنده است.

## معادلات توان و انرژی
| کمیت الکتریکی                          | بیان الکتریکی                            | قیاس مکانیکی                  | بیان مکانیکی                                                           |
| -------------------------------------- | ---------------------------------------- | ----------------------------- | ---------------------------------------------------------------------- |
| انرژی عرضه‌شده                          | {\textstyle E=\int vi\ dt}               | انرژی عرضه‌شده                 | {\textstyle E=\int Fu\ dt}                                             |
| توان تأمین شده                         | {\displaystyle P=vi}                     | توان تامین‌شده                 | {\displaystyle P=Fu}                                                   |
| اتلاف توان در یک مقاومت                | {\displaystyle P=i^{2}R={v^{2} \over R}} | اتلاف نیرو در میراگر          | {\displaystyle P=u^{2}R_{\mathrm {m} }={F^{2} \over R_{\mathrm {m} }}} |
| انرژی ذخیره شده در میدان مغناطیسی سلف  | {\displaystyle E={\tfrac {1}{2}}Li^{2}}  | انرژی جنبشی یک جرم متحرک      | {\displaystyle E={\tfrac {1}{2}}Mu^{2}}                                |
| انرژی ذخیره شده در میدان الکتریکی خازن | {\displaystyle E={\tfrac {1}{2}}Cv^{2}}  | انرژی پتانسیل ذخیره‌شده در فنر | {\displaystyle E={\tfrac {1}{2}}C_{\mathrm {m} }F^{2}}                 |

## کتابشناسی
- Beranek, Leo Leroy; Mellow, Tim J. , Acoustics: Sound Fields and Transducers, Academic Press, 2012 شابک ‎۰۱۲۳۹۱۴۲۱۳.
- Busch-Vishniac, Ilene J. , Electromechanical Sensors and Actuators, Springer Science & Business Media, 1999 شابک ‎۰۳۸۷۹۸۴۹۵X.
- Carr, Joseph J. , RF Components and Circuits, Newnes, 2002 شابک ‎۰-۷۵۰۶-۴۸۴۴-۹.
- Darlington, S. "A history of network synthesis and filter theory for circuits composed of resistors, inductors, and capacitors", IEEE Transactions on Circuits and Systems, vol. 31, no. 1, pp. 3–13, 1984.
- Eargle, John, Loudspeaker Handbook, Kluwer Academic Publishers, 2003 شابک ‎۱۴۰۲۰۷۵۸۴۷.
- Fukazawa, Tatsuya; Tanaka, Yasuo, "Evoked otoacoustic emissions in a cochlear model", pp. 191–196 in Hohmann, D. (ed), ECoG, OAE and Intraoperative Monitoring: Proceedings of the First International Conference, Würzburg, Germany, September 20–24, 1992, Kugler Publications, 1993 شابک ‎۹۰۶۲۹۹۰۹۷۵.
- Harrison, Henry C. "Acoustic device", U.S. Patent ۱٬۷۳۰٬۴۲۵, filed 1۱ اکتبر ۱۹۲۷ (and in Germany 2۱ اکتبر ۱۹۲۳), issued 8 October 1929.
- Hunt, Frederick V. , Electroacoustics: the Analysis of Transduction, and its Historical Background, Harvard University Press, 1954 اُسی‌ال‌سی ۲۰۴۲۵۳۰.
- Jackson, Roger G. , Novel Sensors and Sensing, CRC Press, 2004 شابک ‎۱۴۲۰۰۳۳۸۰۸.
- Kleiner, Mendel, Electroacoustics, CRC Press, 2013 شابک ‎۱۴۳۹۸۳۶۱۸۳.
- Martinsen, Orjan G. ; Grimnes, Sverre, Bioimpedance and Bioelectricity Basics, Academic Press, 2011 شابک ‎۰۰۸۰۵۶۸۸۰۷.
- Paik, H. J. , "Superconduction accelerometers, gravitational-wave transducers, and gravity gradiometers", pp. 569–598, in Weinstock, Harold, SQUID Sensors: Fundamentals, Fabrication, and Applications, Springer Science & Business Media, 1996 شابک ‎۰۷۹۲۳۴۳۵۰۶.
- Pierce, Allan D. , Acoustics: an Introduction to its Physical Principles and Applications, Acoustical Society of America 1989 شابک ‎۰۸۸۳۱۸۶۱۲۸.
- Pipes, Louis A. ; Harvill, Lawrence R. , Applied Mathematics for Engineers and Physicists, Courier Dover Publications, 2014 شابک ‎۰۴۸۶۷۷۹۵۱۳.
- Poincaré, H. , "Study of telephonic reception", Eclairage Electrique, vol. 50, pp. 221–372, 1907.
- Stephens, Raymond William Barrow; Bate, A. E. , Acoustics and vibrational physics, Edward Arnold, 1966 اُسی‌ال‌سی ۹۱۲۵۷۹.
- Talbot-Smith, Michael, Audio Engineer's Reference Book, Taylor & Francis, 2013 شابک ‎۱۱۳۶۱۱۹۷۳۶.
- Taylor, John; Huang, Qiuting, CRC Handbook of Electrical Filters, CRC Press, 1997 شابک ‎۰۸۴۹۳۸۹۵۱۸.
- Wegel, R. L. , "Theory of magneto-mechanical systems as applied to telephone receivers and similar structures", Journal of the American Institute of Electrical Engineers, vol. 40, pp. 791–802, 1921.